# Стрільба з лука в Бутані

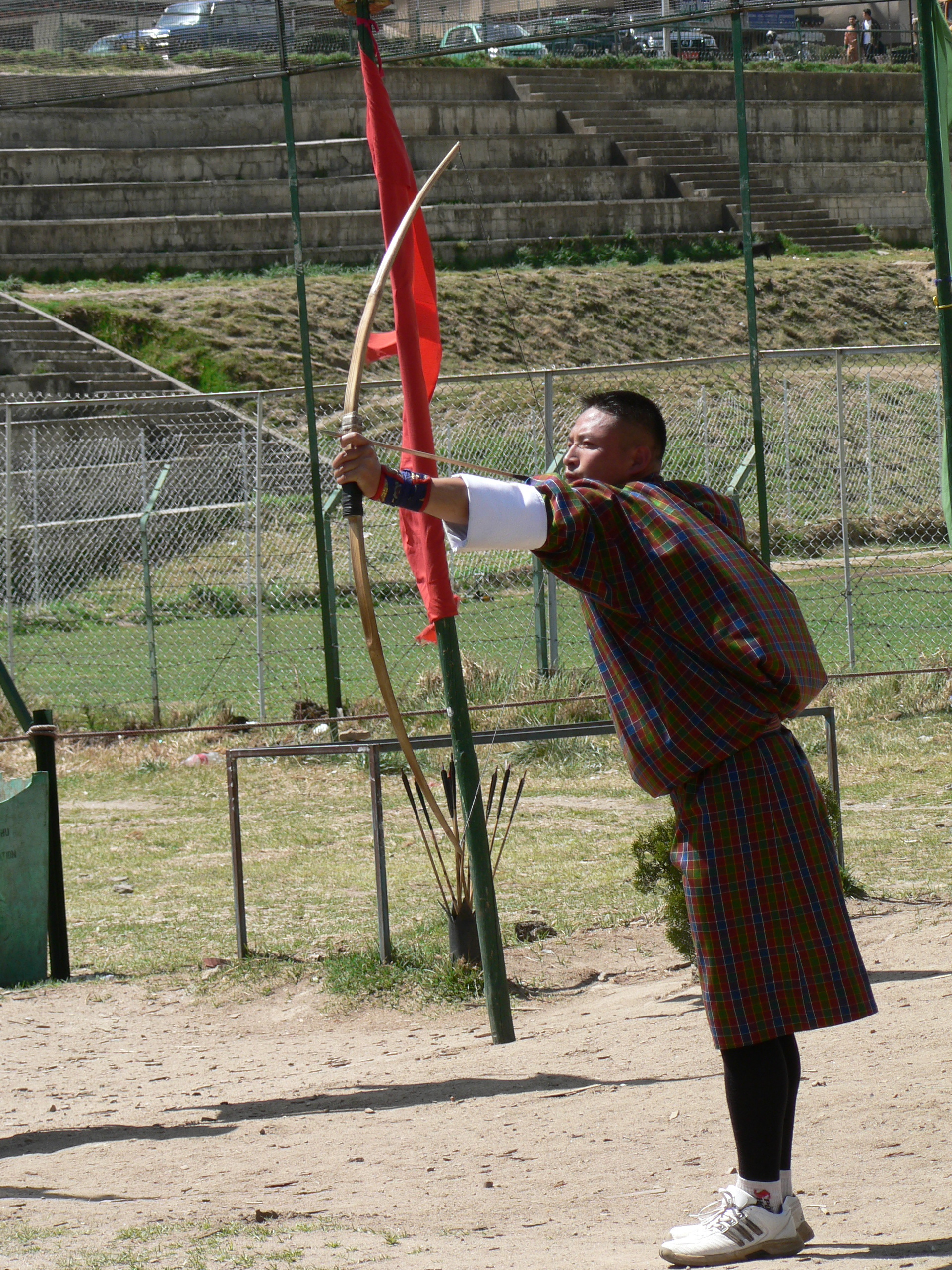

Стрільба з лука — національний вид спорту Бутану.
Стрільба з лука була офіційно оголошена національним видом спорту Бутану в 1971 році, коли Бутан став членом Організації Об'єднаних Націй. З тих пір популярність гри зросла багаторазово. Якщо раніше змагання проводилися тільки в селах і ґевоґах, то зараз різні турніри і змагання проводяться по всій країні, як під час народних свят (Цечу), так і в змаганнях між державними міністерствами і відомствами, а також між дзонгхаґами і регіонами країни.

## Історія
Існує безліч причин визнання стрільби з лука національним спортом Бутану.
З давніх часів для народів, що населяють Бутан, стрільба з лука була важливим засобом виживання в гірській місцевості як під час війн, так і під час полювання.
У багатьох міфах та легендах народів і релігій Бутану лук і стріли грають істотну роль. Зображення богів, які тримають лук і стріли, вважаються дуже сприятливими.
Символічне і релігійне значення лука і стріл пов'язане з легендарним вбивством тибетського короля Дарми в X столітті, цей король жорстоко переслідував буддизм і тим самим не виконував свій обов'язок і наносив шкоду. Буддистський монах Палґ'є Дорджі (англ. Lhalung Pelgi Dorji) виконав танець «чорні капелюхи» (англ. Black Hat Dance), щоб розважити короля. В процесі танцю, удавано схиляючись перед королем, він вийняв лук і стрілу, які були приховані у великих рукавах церемоніального танцювального костюма, і вбив короля.
У XV сторіччі більшість пророцтв лами Друкпа Кюнле, як вважають, відбулося з його лука і стріли. Крім того, лук і стріли — обов'язковий атрибут будь-яких релігійних церемоній, ритуалів, свят та фестивалів.
Стрільба з лука є улюбленим видом спорту королів Бутану, що передається з покоління в покоління.

## Стрільба з лука яксоціальне явище
Люди з різних соціальних прошарків вважають стрільбу з лука одним з найприємніших спортивних змагань, яке є як розвагою, так і фізичною вправою. Крім того, стрільба з лука розвиває навички концентрації, що сприяє розумовому розвитку. Бутанська народна приказка говорить, що для плавання на човні і стрільби з лука необхідний розум. Стрільба з лука є способом соціалізації, спілкування та розвитку зв'язків між людьми.

## Традиційні особливості проведення змагань

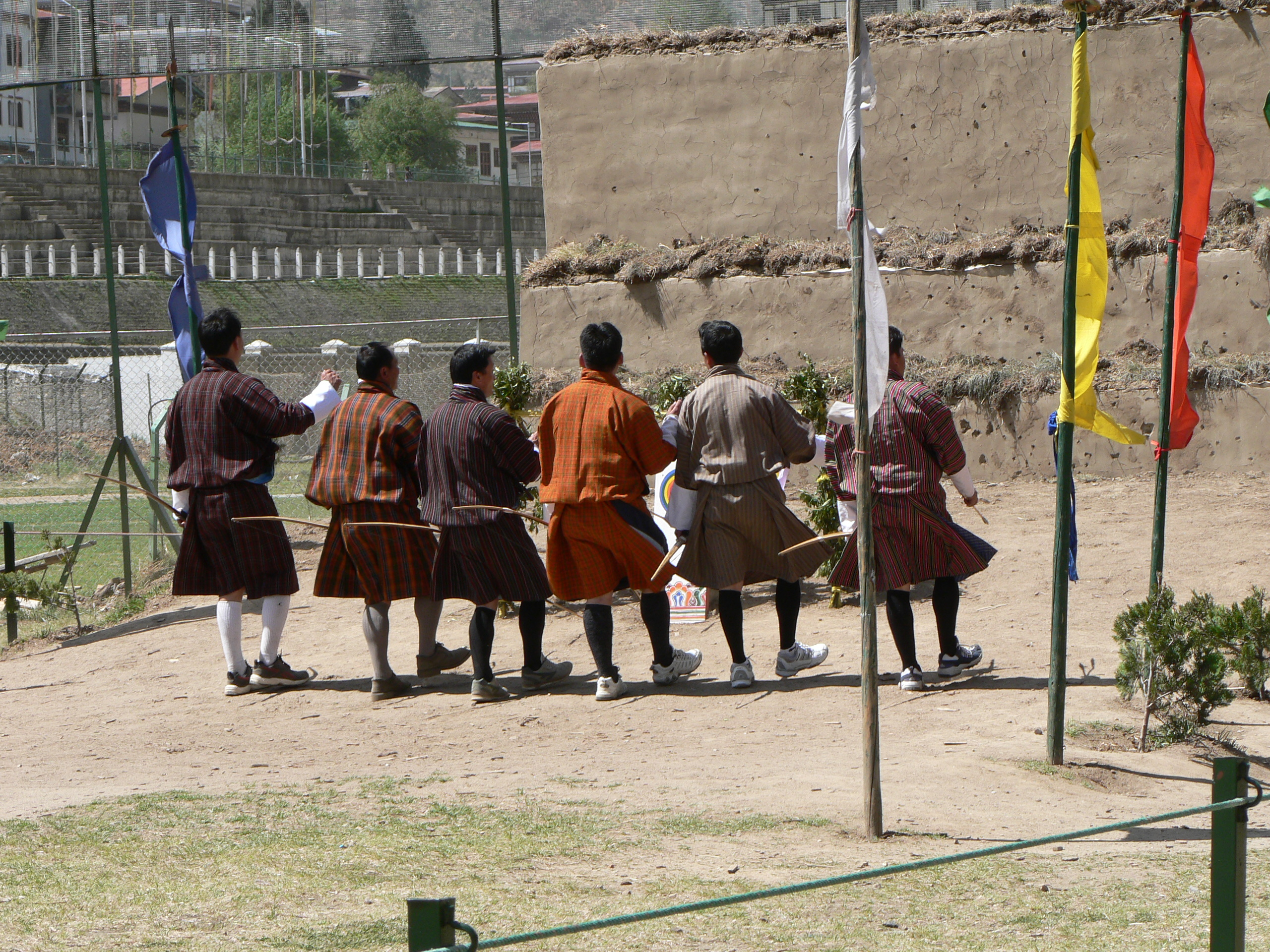
Танці перед змаганнями

У кожному селі є поле для стрільби з лука. Відстань до мішеней — близько 120 метрів. Мішені вирізані з дерева і яскраво розфарбовані. Підготовка до змагань зі стрільби з лука відрізняються від інших спортивних змагань. Змагання в стрільбі з лука — це свято. Луки і стріли коштують дуже дорого. Дружини стрільців готують найкращі страви та напої. Старшу дитину відправляють віднести чай і спиртні напої на стрільбище, а потім теж йдуть туди, супроводжувані іншими дітьми. Чоловік, який зіграв матч, потім пригощає друзів і начальство їжею і напоями, приготованими дружиною. Таке святкове проведення часу відображено в іншій бутанській приказці, яка свідчить, що «стрільба з лука і розмови — для чоловіків, а пісні і танці — для жінок» (англ. Archery and discus are to men, as songs and dances are to women).
Головне змагання проводиться в період нового року (Лосара) за бутанським календарем. Напередодні змагання команди ночують у лісі (або коморі) і можуть наймати астрологів для відбору учасників команди. Учаснику рекомендують не проводити з дружиною ніч перед змаганнями, щоб досягти високої концентрації. Астрологи розраховують місце і час змагань. Початку змагань передує ініціація і сніданок. Алкогольні напої можна вживати з самого ранку. Під час змагань розпалюються емоції, тому підтримка своїх стрільців і висміювання або відволікання противників — такі ж бурхливі, як і в інших країнах.